# Talon (kortspil)
 For alternative betydninger, se Talon. (Se også artikler, som begynder med Talon)
Talonen (også kaldet "katten") er i kortspil de kort, der ikke deles ud ved starten af spillet. Ofte kan spillerne bytte kort fra hånden med kort fra talonen ("købe").